# Tomáš Záborský
Tomáš Záborský (* 14. November 1987 in Trenčín, Tschechoslowakei) ist ein slowakischer Eishockeyspieler, der seit September 2024 beim HK Dukla Trenčín aus der slowakischen Extragliga unter Vertrag steht und dort auf der Position des linken Flügelstürmers spielt.

## Karriere
Tomáš Záborský begann seine Karriere als Eishockeyspieler in seiner Heimatstadt in der Nachwuchsabteilung des HK Dukla Trenčín, für dessen Profimannschaft er in der Saison 2005/06 sein Debüt in der slowakischen Extraliga gab. In seinem Rookiejahr blieb er in vier Spielen punktlos und erhielt zwei Strafminuten. Zudem absolvierte er als Leihspieler fünf Partien für den HK 95 Považská Bystrica in der 1. Liga, der zweiten slowakischen Spielklasse. Anschließend wurde der Flügelspieler im NHL Entry Draft 2006 in der fünften Runde als insgesamt 137. Spieler von den New York Rangers ausgewählt. Zunächst spielte er jedoch zwei Jahre lang für den Saginaw Spirit, der ihn beim CHL Import Draft 2006 an 36. Position gezogen hatte, in der kanadischen Juniorenliga Ontario Hockey League, ehe er gegen Ende der Saison 2007/08 in zwei Spielen für das Rangers-Farmteam Hartford Wolf Pack in der American Hockey League (AHL) zum Einsatz kam, wobei er ein Tor vorbereitete. In der folgenden Spielzeit trat er parallel für Hartford in der AHL sowie die Charlotte Checkers und Dayton Bombers in der ECHL an. 
Zur Saison 2009/10 kehrte Záborský nach Europa zurück und unterschrieb einen Vertrag bei Porin Ässät aus der finnischen SM-liiga. Dort konnte er sich in der Folgezeit in jedem Jahr steigern, ehe ihm in der Saison 2011/12 der endgültige Durchbruch gelang. Zunächst wurde er zum Spieler der Monate November und Dezember gewählt, ehe er am Saisonende die Lasse-Oksanen-Trophäe als bester Spieler der Hauptrunde, den Kultainen kypärä als bester Spieler der SM-liiga-Spielzeit und die Aarne-Honkavaara-Trophäe als bester Hauptrunden-Torschütze erhielt. Aufgrund dieser Erfolge wurde Záborský Anfang Juni 2012 vom HK Awangard Omsk aus der Kontinentalen Hockey-Liga (KHL) unter Vertrag genommen, wo er sogleich zum Topscorer des Klubs avancierte. Mitte Oktober 2013 tauschte ihn das Management von Awangard gegen Štefan Ružička von Salawat Julajew Ufa ein. In seinem zweiten KHL-Jahr konnte er nicht an die gezeigten Leistungen anknüpfen und kehrte daher im Sommer 2014 in die finnische Liiga zurück, diesmal zum Helsingfors IFK. Die Saison 2016/17 verbrachte der Slowake bei der Brynäs IF aus der Svenska Hockeyligan (SHL), kehrte im Sommer 2017 zurück nach Finnland und spielte in der Folge für Tappara aus Tampere.
Im April 2019 verließ Záborský Tappara nach zwei Spielzeiten und wechselte innerhalb der Liiga zu Saimaan Pallo. Auch dort stand er zwei Jahre unter Vertrag, ehe er zur Saison 2021/22 von den Bílí Tygři Liberec aus der tschechischen Extraliga verpflichtet wurde. Nach elf Spielen für die Weißen Tiger verließ der slowakische Flügelstürmer diese wieder und wurde von den Schwenninger Wild Wings aus der Deutschen Eishockey Liga (DEL) unter Vertrag genommen. Nach der Saison 2021/22 erhielt der slowakische Stürmer keine Vertragsverlängerung und kehrte daraufhin in seine slowakische Heimat zum HK Poprad zurück. 2024 kehrte er nach Trenčín zum HK Dukla zurück.

### International
Für die Slowakei nahm Záborský an der U20-Junioren-Weltmeisterschaft 2007 teil. Im Turnierverlauf erzielte er in sechs Spielen ein Tor und zwei Vorlagen. Zudem spielte er bei der Weltmeisterschaft 2013 und den Olympischen Winterspielen 2014 im russischen Sotschi.

## Erfolge und Auszeichnungen
| - 2004 Slowakischer U18-Meister mit dem HK Dukla Trenčín - 2006 Slowakischer U20-Meister mit dem HK Dukla Trenčín - 2011 SM-liiga-Spieler des Monats November - 2011 SM-lliga-Spieler des Monats Dezember - 2012 Lasse-Oksanen-Trophäe - 2012 Aarne-Honkavaara-Trophäe | - 2012 Kultainen kypärä - 2012 SM-liiga All-Star-Team - 2013 Teilnahme am KHL All-Star Game - 2016 Finnischer Vizemeister mit dem Helsingfors IFK - 2017 Schwedischer Vizemeister mit Brynäs IF - 2018 Finnischer Vizemeister mit Tappara Tampere |

## Karrierestatistik
Stand: Ende der Saison 2021/22

### International
Vertrat die Slowakei bei:
- U20-Junioren-Weltmeisterschaft 2007
- Weltmeisterschaft 2013
- Olympischen Winterspielen 2014

(Legende zur Spielerstatistik: Sp oder GP = absolvierte Spiele; T oder G = erzielte Tore; V oder A = erzielte Assists; Pkt oder Pts = erzielte Scorerpunkte; SM oder PIM = erhaltene Strafminuten; +/− = Plus/Minus-Bilanz; PP = erzielte Überzahltore; SH = erzielte Unterzahltore; GW = erzielte Siegtore; 1 Play-downs/Relegation; Kursiv: Statistik nicht vollständig)